# 2005
Cette page concerne l'année 2005 (MMV en chiffres romains) du calendrier grégorien.  Pour le nombre 2005, voir 2005 (nombre).
2005 est une année commune qui commence un samedi. C'est la 2005e année de notre ère, la 5e du IIIe millénaire et du XXIe siècle et la 6e de la décennie 2000-2009.

## Autres calendriers
L'année 2005 du calendrier grégorien correspond aux dates suivantes :
- Calendrier berbère : 2954 / 2955

calendrier copte : Nouvel an, premier du nouveau millénium premier jour de l'année 2001
- Calendrier chinois : 4702 / 4703 (le Nouvel An chinois 4703 de l’année du coq de bois a lieu le 9 février 2005[1])
- Calendrier hébraïque : 5765 / 5766 (le 1er tishri 5766 a lieu le 4 octobre 2005[2])
- Calendrier indien : 1926 / 1927 (le 1er chaitra 1927 a lieu le 22 mars 2005[2])
- Calendrier japonais : 17 de l'Ère Heisei (le calendrier japonais utilise les jours grégoriens)
- Calendrier musulman : 1425 / 1426 (le 1er mouharram 1426 a lieu le 10 février 2005[2])
- Calendrier persan : 1383 / 1384 (le 1er farvardin 1384 a lieu le 21 mars 2005[2])
- Calendrier républicain : 213 / 214 (le 1er vendémiaire 214 a lieu le 22 septembre 2005[2]
  - Jours juliens : de 2 453 371,5 à 2 453 736,5[3],[2]

## Chronologie territoriale

### Monde
- 26 janvier : ouverture du 5e Forum social mondial à Porto Alegre au Brésil.
- Février : publication du rapport Hirsch sur le pic pétrolier par le département de l'Énergie des États-Unis, intitulé Peaking of World Oil Production : Impacts, Mitigation, & Risk Management (pic de la production mondiale de pétrole : impacts, atténuation, et gestion des risques).
- 9 février : nouvel An chinois, année du coq.
- 10 février : la Corée du Nord déclare posséder l'arme nucléaire, deux ans après s'être retirée du Traité de non-prolifération nucléaire.
- 16 février : entrée en vigueur du protocole de Kyōto.
- 2 avril : décès du pape Jean-Paul II.
- 19 avril : le cardinal Joseph Ratzinger est élu pape sous le nom de Benoît XVI.
- 29 mai : une majorité de Français (55 %) et de Néerlandais répondent « non » au projet de constitution européenne.
- 2 juillet : 8 concerts géants Live 8 pour l'annulation de la dette des pays d'Afrique à Paris, Londres, Berlin, Philadelphie, Moscou, Johannesburg, Tokyo et Rome.
- 1er au 3 décembre : 3e Forum mondial du développement durable, à Paris, au Palais du Luxembourg, organisé par le Sénat sur le thème « Le climat et les patrimoines de l'humanité ».
- 30 décembre : 27 à 150 réfugiés soudanais, qui manifestaient devant les locaux du HCR, sont tués par la police égyptienne[4] (voir HCR).

#### Guerre d’Irak
- 5 janvier : Florence Aubenas et son guide Hussein Hanoun sont enlevés en Irak.
- 30 janvier : premières élections pluralistes en Irak.
- 13 février : victoire de la liste chiite aux premières élections législatives irakiennes depuis la chute de Saddam Hussein.
- 11 juin : libération de Florence Aubenas et de Hussein Hanoun.
- 16 juillet : un kamikaze se fait exploser, avec son camion citerne, dans une station-service près d'une mosquée de la ville chiite Musayyib, à environ 60 km au sud de Bagdad, tuant plus de 98 personnes et provoquant plus de 100 blessés.

### Amérique
- 1er mars, États-Unis : par son arrêt Roper vs. Simmons, acquis par cinq voix contre quatre, la Cour suprême des États-Unis interdit la peine de mort pour les criminels mineurs au moment des faits.
- 6 mars, Québec : 70 000 étudiants québécois en grève générale illimitée à la suite de baisses de crédit dans l'éducation.
- 16 mars, Québec : en opposition à de récentes coupes budgétaires dans l'éducation, la plus grosse manifestation étudiante de l'histoire du Québec réunit près de 100 000 personnes dans les rues de Montréal.
- 28 juin, Canada : légalisation du mariage entre personnes de même sexe, par 158 votes contre 133, par la Chambre des communes. Les conservateurs promettent de revenir sur cette décision s'ils gagnent les prochaines élections.
- 23 août : apparition de l'ouragan Katrina.
- 29 août : l'ouragan Katrina touche les États de la Louisiane et du Mississippi faisant plusieurs centaines de victimes et d'énormes dégâts. Une digue au niveau du pont du lac Pontchartrain a cédé, provoquant l'inondation de La Nouvelle-Orléans.
- 31 août : fin de l'ouragan Katrina.
- 17 novembre, Québec : une première à Québec et au Québec. Création des Immigrants de la Capitale, un journal pour les immigrants, écrit par des immigrants et des Québécois, en français.
- 28 novembre, Canada : le Parlement canadien adopte une motion de non-confiance envers le gouvernement proposée par le Parti conservateur du Canada.
- 29 novembre, Canada : le Premier ministre, Paul Martin, annonce des élections fédérales pour le 23 janvier 2006.
- 18 décembre : élection présidentielle en Bolivie, victoire d'Evo Morales du Movimiento Al Socialismo avec 53,74 % des voix.
- 30 décembre : les autorités haïtiennes annoncent un nouveau report des élections présidentielles et parlementaires, prévues le 8 janvier 2006, illustrant les difficultés de Haïti à retrouver une stabilité, près de deux ans après la chute du président Jean Bertrand Aristide. Les élections, initialement programmées pour le 13 novembre avaient déjà été reportées à trois reprises. Cette crise électorale pourrait devenir une crise politique, alors que la contestation antigouvernementale monte.

### Asie
- 6 janvier : la population de la Chine continentale atteint 1 300 000 000 d'habitants par la naissance d'un garçon.
- 25 mars :
  - Japon, Aichi : ouverture de l'Expo 2005, 1re exposition universelle du XXIe siècle.
  - Kirghizistan : renversement du gouvernement par la Révolution des Tulipes.
- 29 avril, Chine : rencontre « historique » à Pékin, la première entre les plus hauts dirigeants des deux partis depuis 60 ans, entre le secrétaire général du Comité central du Parti communiste chinois (PCC) Hu Jintao, et le président du Guomindang Lien Chan.
- 2 mai : arrestation d'Abou Faraj al-Libbi, officier d'Al-Qaïda, au Pakistan.
- 13 mai : massacre d'Andijan, en Ouzbékistan. Plusieurs centaines de manifestants désarmés sont tués à la mitrailleuse lourde.
- 19 mai : l'Iran prévient que sa décision de reprendre la conversion d'uranium, préalable à l'enrichissement, est « irréversible ».
- 24 juin : l'ultra-conservateur Mahmoud Ahmadinejad est élu président de la république islamique d'Iran avec 62 % des voix face à l’ancien président Akbar Hachemi Rafsandjani.
- 16 juillet : élection de Ma Ying-jeou, maire de la capitale de Taïwan, Taipei, comme président du Kuomintang (KMT), devenant le principal dirigeant de la première force de l'opposition.
- 5 septembre : Lyonpo Sangay Ngedup redevient Premier ministre du Bhoutan.
- 11 septembre, Japon : le Parti libéral-démocrate (PLD), du Premier ministre Jun'ichirō Koizumi, remporte une large majorité aux élections législatives anticipées.
- 17 septembre : le nouveau président iranien Mahmoud Ahmadinejad réaffirme devant l'ONU le « droit inaliénable » de l'Iran à maîtriser le cycle du combustible nucléaire.
- 8 octobre : séisme d'une magnitude de 7,6 sur l'échelle de Richter au Pakistan et dans l'extrême nord de l'Inde.
- 12 octobre, Indonésie : plusieurs attentats frappent deux stations balnéaires de l'île indonésienne de Bali.
- 6 décembre : la police paramilitaire ouvre le feu sur plusieurs milliers de villageois qui manifestaient, à Dongzhou, dans le sud de la Chine, contre la construction d'une centrale électrique, provoquant au moins trois morts. Certains villageois évoquent une trentaine de tués. Ce sont les violences les plus graves depuis le massacre de Tian'anmen, en 1989.
- 15 décembre :
  - Kazakhstan : perquisition, par une unité spéciale de la police, au siège de l'hebdomadaire d'opposition Pravo, coupable d'avoir dénoncé des fraudes électorales lors du scrutin présidentiel du 4 décembre.
  - Chine : Han Guizhi (zh), l'ancienne secrétaire déléguée du parti communiste dans la province de Heilongjiang, jugée coupable par un tribunal de Pékin d'avoir accepté des pots-de-vin d'un montant de sept millions de yuans - soit 730 000 euros - entre 1992 et 2002, est condamnée à la peine de mort dans un délai de deux ans. Habituellement, ces peines sont transformées en réclusion à perpétuité si les condamnés font preuve de repentir.

### Moyen-Orient
- 9 janvier, Palestine : Mahmoud Abbas remporte l'élection présidentielle.
- 14 février, Liban : assassinat à Beyrouth de l'ancien Premier ministre libanais Rafic Hariri dans un attentat à l'explosif.
- 7 mai : retour de Michel Aoun au Liban après 15 années d'exil.
- 15 août, Palestine : Palestine : début du démantèlement des colonies israéliennes situé dans la bande de Gaza, conformément au plan de désengagement.
- 11 novembre, Jordanie : trois attentats au sein de la capitale Amman provoquent plus de 60 morts et 300 blessés.
- 12 décembre, Liban : assassinat dans un attentat à la voiture piégée du député anti-syrien Gébrane Tuéni.
- 15 décembre : démission du Premier ministre palestinien Ahmed Qorei.
- 31 décembre : le Jihad islamique et plusieurs factions armées liées au Fatah, le mouvement du président de l'Autorité palestinienne Mahmoud Abbas, déclarent, à quelques heures de l'expiration de la trêve des attaques contre Israël, négociée en mars au Caire, qu'ils ne la reconduiraient pas forcément en 2006.

## Chronologie thématique

### Arts et cultures
Informatique
- 14 février : Lancement de la plate-forme de streaming YouTube.
- 15 mars : Lancement de la plate-forme de streaming vidéo Dailymotion.
- 10 septembre : Journée du logiciel libre.

Littérature
- 6 juillet : mort de Claude Simon, écrivain français, prix Nobel de littérature 1985 (né en 1913).
- 16 juillet : sortie de Harry Potter et le Prince de sang-mêlé, 6e tome de la saga, à 00h01, heure GMT.

Musique
- 21 octobre : Rafał Blechacz, jeune pianiste polonais de 20 ans, remporte le premier prix du XVe Concours international de piano Frédéric-Chopin de Varsovie. Outre cette prestigieuse récompense, il a été gratifié de trois prix spéciaux : « meilleure performance pour une mazurka », « meilleure performance pour une polonaise » et « meilleure performance pour un concerto ».
- 19 décembre : sortie de l'album Alice et June, 10e album du groupe Indochine.

### Judiciaire
- 13 juin : la star américaine Michael Jackson se voit innocenté des 10 chefs d'inculpation lors du procès pour abus sexuels sur le mineur Gavin Arvizo.

### Sciences et techniques
- 14 janvier : le module Huygens de l'Agence spatiale européenne se pose sur Titan, le plus gros satellite de Saturne.
- 27 novembre, France : 1re mondiale - Greffe du visage sur une femme de 38 ans, mordue par un chien six mois plus tôt.
- 28 décembre : mise en orbite réussie, à 23 000 km d'altitude, depuis le centre spatial russe de Baïkonour (Kazakhstan), du premier satellite du projet européen de navigation par satellites Galileo, qui doit permettre à l'Europe de s'affranchir du GPS américain, et devrait être opérationnel en 2010.

### Transport
Automobile
Aéronautique
- 24 avril : 1er vol de l'Airbus A380.

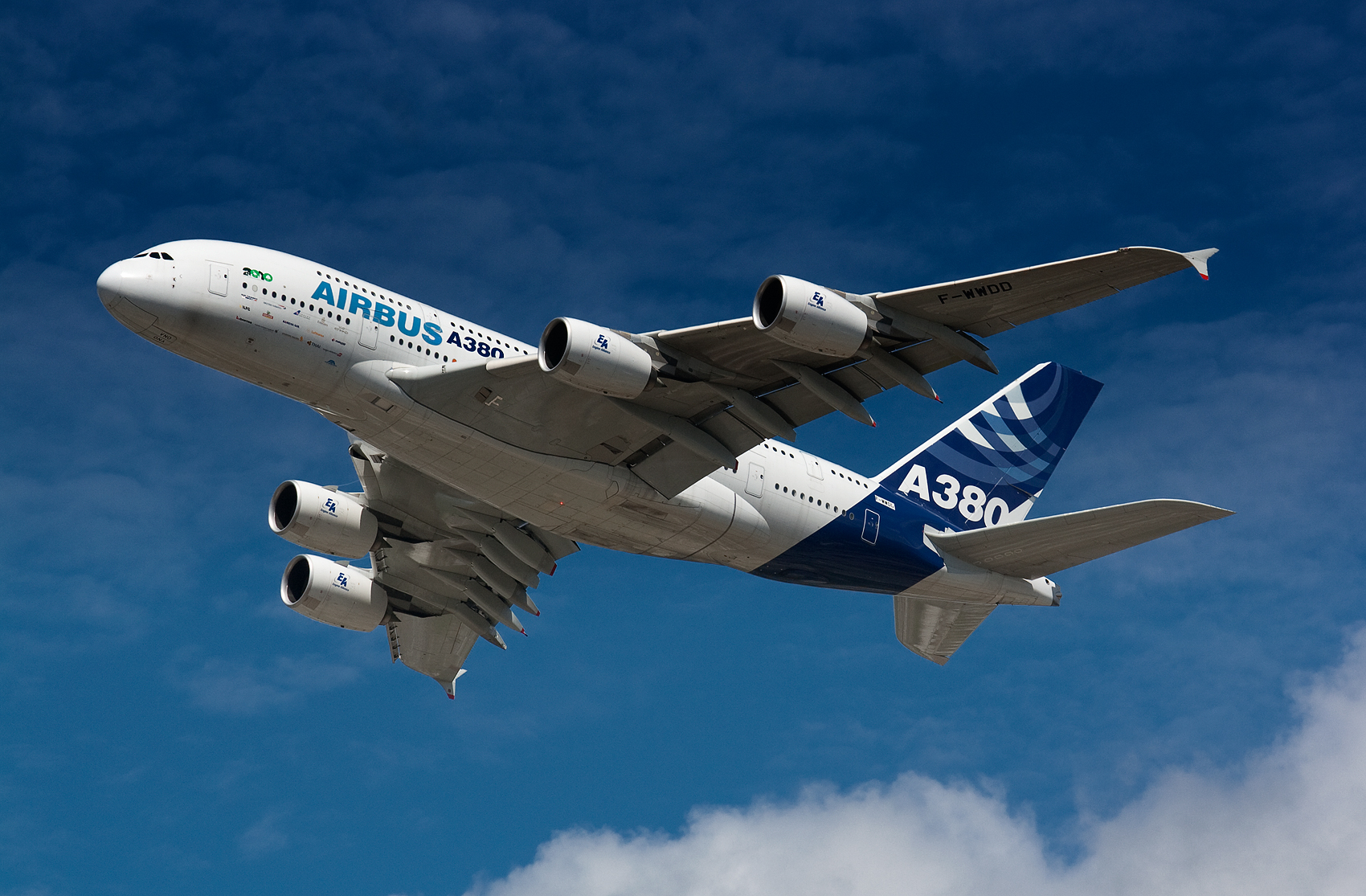
Airbus A380.

- 16 août : crash aérien au Venezuela d'un McDonnell Douglas MD-80, avec 161 victimes dont 153 Martiniquais. (Voir Vol 708 West Caribbean)
- 5 septembre : un Boeing 737-200 s'écrase sur un centre habité de Sumatra, Indonésie, tuant les 117 personnes à bord ainsi qu'environ 30 personnes au sol. (Voir Vol 091 Mandala Airlines)

Chemin de fer

### Sport
- 2 février : Vincent Riou remporte la course en solitaire autour du monde le Vendée Globe en monocoque sur PRB.
- 3 avril : WrestleMania 21 Los Angeles
- 5 juin : Rafael Nadal remporte pour la première fois les Internationaux de France de tennis.
- 6 juillet : la ville de Londres est choisie comme ville olympique 2012.
- 5 octobre, Canada, États-Unis : Ligue nationale de hockey, première partie pour chacune des équipes de la ligue après un an de « lock-out ».
- 16 octobre : Fernando Alonso devient champion du monde de F1 avec Renault devant Kimi Räikkönen.

Football

## Distinctions internationales

### Prix Nobel
Les lauréats du Prix Nobel en  2005 sont :
- Prix Nobel de physique : Roy J. Glauber, John Lewis Hall, Theodor W. Hänsch
- Prix Nobel de chimie : Robert Grubbs, Richard R. Schrock, Yves Chauvin
- Prix Nobel de physiologie ou médecine : J. Robin Warren, Barry J. Marshall
- Prix Nobel de littérature : Harold Pinter
- Prix Nobel de la paix : agence internationale de l'énergie atomique dont le directeur général est Mohamed el-Baradei
- « Prix Nobel » d'économie : Robert Aumann et Thomas Schelling.

### Autres prix
- Prix Pritzker (architecture) : Thom Mayne.

## Décès en 2005

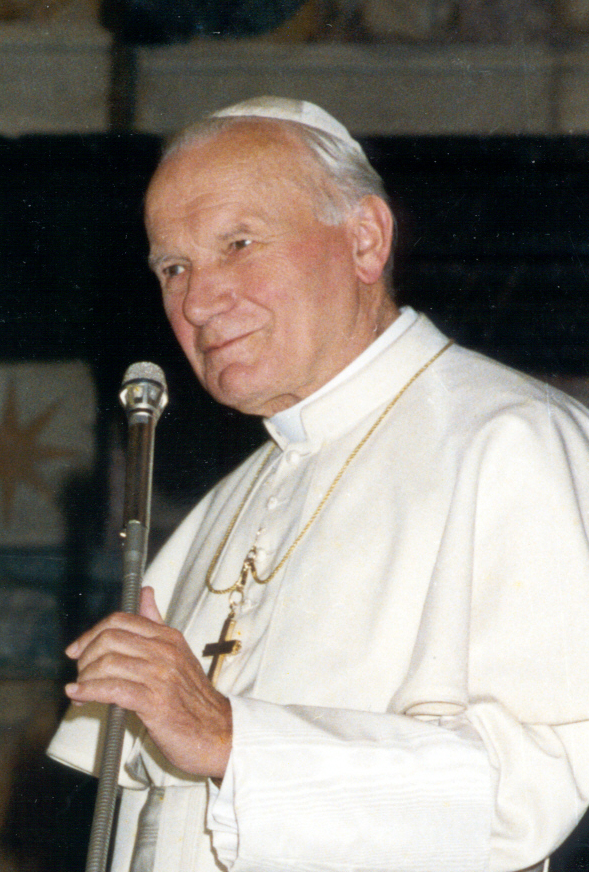
Jean-Paul II

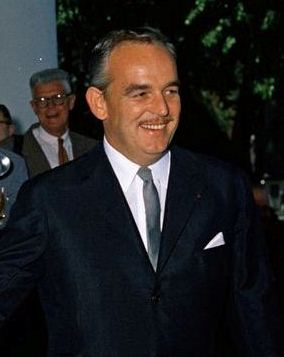
Rainier III

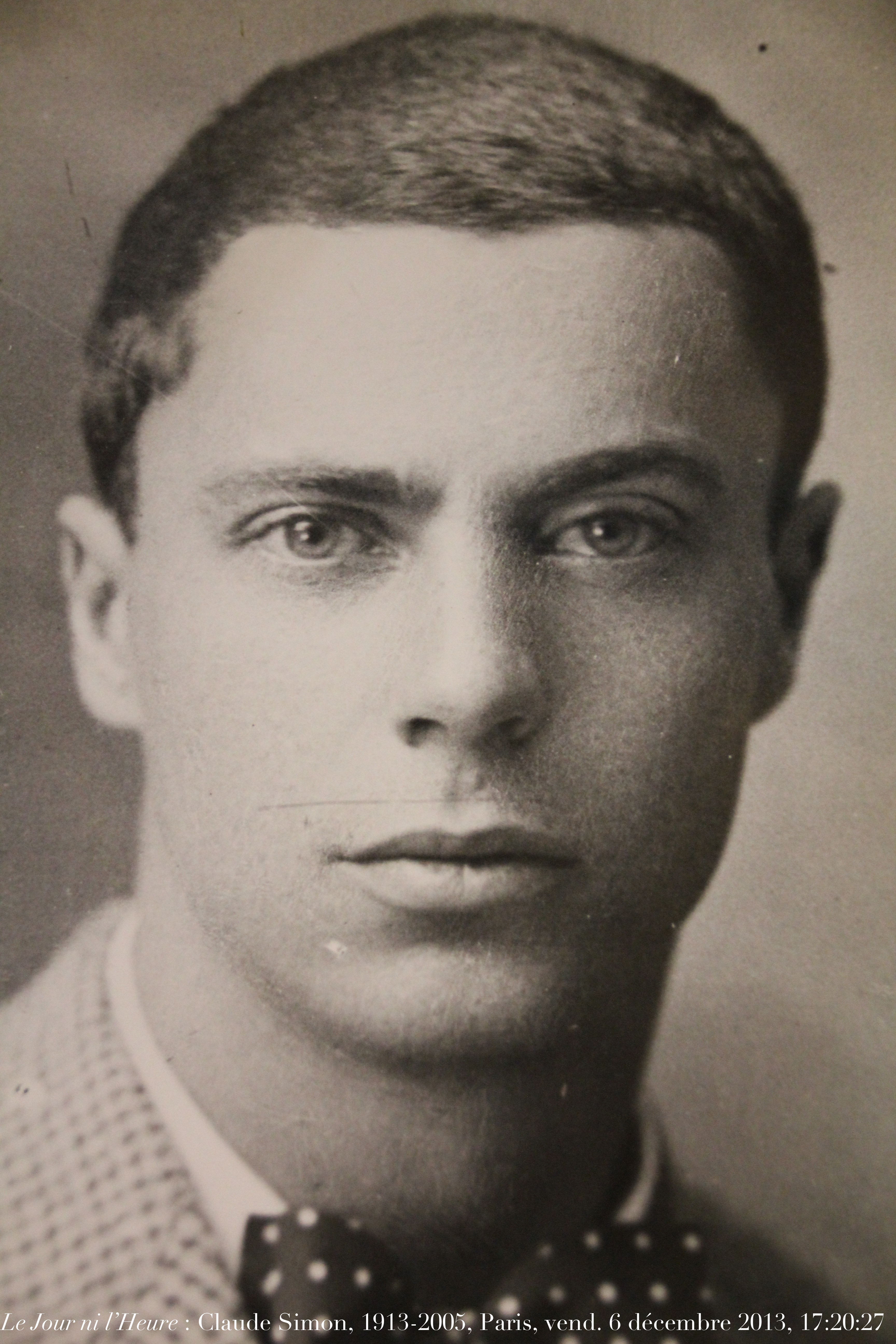
Claude Simon

Personnalités majeures décédées en 2005
- 28 janvier : Jacques Villeret (acteur français)
- 10 février : Arthur Miller (dramaturge et écrivain américain)
- 15 février : Pierre Bachelet (chanteur français)
- 26 mars : James Callaghan (homme politique britannique)
- 2 avril : Jean-Paul II (pape polonais de 1978 à 2005)
- 5 avril : Saul Bellow (écrivain américain)
- 6 avril : Rainier III (Prince de Monaco de 1949 à 2005)
- 13 mai : Eddie Barclay (producteur et éditeur de musique français)
- 6 juillet : Claude Simon (écrivain français)
- 17 juillet : Edward Heath (homme politique britannique)
- 14 septembre : Robert Wise (cinéaste américain)
- 22 octobre : Arman (peintre, sculpteur et plasticien franco-américain)